# Визен (Доња Франконија)
Визен (њем. Wiesen) град је у њемачкој савезној држави Баварска. Једно је од 32 општинска средишта округа Ашафенбург. Према процјени из 2010. у граду је живјело 1.083 становника. Посједује регионалну шифру (AGS) 9671162.

## Географски и демографски подаци
Визен се налази у савезној држави Баварска у округу Ашафенбург. Град се налази на надморској висини од 400 m. Површина општине износи 5,6 km². У самом граду је, према процјени из 2010. године, живјело 1.083 становника. Просјечна густина становништва износи 192 становника/km².